# Perdita paroselae
Perdita paroselae är en biart som beskrevs av Timberlake 1960. Perdita paroselae ingår i släktet Perdita och familjen grävbin. Inga underarter finns listade i Catalogue of Life.